# جانی فیلیپس (بازیگر)
جانی فیلیپس (انگلیسی: Jonny Phillips؛ زادهٔ ۵ سپتامبر ۱۹۶۳) بازیگر اهل انگلستان است.
از فیلم‌ها یا برنامه‌های تلویزیونی که وی در آن نقش داشته‌است، می‌توان به تایتانیک، برانسون، ونیتی فر، من نباید زنده باشم، ان‌سی‌اس: تعقیب و اسرار ادوین درود اشاره کرد.